# Tan Yee Khan
Tan Yee Khan (* 24. September 1940 in Perak) ist ein ehemaliger malaysischer Badmintonspieler.

## Karriere
Tan Yee Khan verzeichnet als größten Erfolg in den Einzeldisziplinen den Gewinn der All England 1965 und 1966 im Herrendoppel mit Ng Boon Bee, mit dem er auch fast alle seiner weiteren Erfolge errang. 1962 hatten beide schon die Asienspiele gewonnen. Mit dem Team wurde er durch den Finalsieg beim Thomas Cup 1967 Mannschaftsweltmeister.

## Sportliche Erfolge
| Jahr | Veranstaltung      | Disziplin    | Platz | Name                           |
| ---- | ------------------ | ------------ | ----- | ------------------------------ |
| 1961 | Südostasienspiele  | Herrendoppel | 1     | Tan Yee Khan / Ng Boon Bee     |
| 1961 | Malaysia Open      | Herrendoppel | 1     | Tan Yee Khan / Ng Boon Bee     |
| 1962 | Asienmeisterschaft | Mixed        | 1     | Tan Yee Khan / Angela Bairstow |
| 1962 | Asienmeisterschaft | Herrendoppel | 1     | Tan Yee Khan / Ng Boon Bee     |
| 1962 | Asienspiele        | Herrendoppel | 1     | Tan Yee Khan / Ng Boon Bee     |
| 1963 | Malaysia Open      | Herrendoppel | 1     | Tan Yee Khan / Ng Boon Bee     |
| 1964 | Malaysia Open      | Herrendoppel | 1     | Tan Yee Khan / Ng Boon Bee     |
| 1965 | Malaysian Open     | Herrendoppel | 1     | Tan Yee Khan / Ng Boon Bee     |
| 1965 | All England        | Herrendoppel | 1     | Tan Yee Khan / Ng Boon Bee     |
| 1965 | Südostasienspiele  | Herrendoppel | 1     | Tan Yee Khan / Ng Boon Bee     |
| 1965 | Denmark Open       | Herrendoppel | 1     | Tan Yee Khan / Ng Boon Bee     |
| 1966 | Commonwealth Games | Herrendoppel | 2     | Tan Yee Khan / Ng Boon Bee     |
| 1966 | US Open            | Herrendoppel | 1     | Tan Yee Khan / Ng Boon Bee     |
| 1966 | Canada Open        | Herrendoppel | 1     | Tan Yee Khan / Ng Boon Bee     |
| 1966 | Denmark Open       | Herrendoppel | 1     | Tan Yee Khan / Ng Boon Bee     |
| 1966 | All England        | Herrendoppel | 1     | Tan Yee Khan / Ng Boon Bee     |
| 1967 | Südostasienspiele  | Herrendoppel | 1     | Tan Yee Khan / Ng Boon Bee     |
| 1967 | Singapur Open      | Herrendoppel | 1     | Tan Yee Khan / Ng Boon Bee     |
| 1967 | Malaysia Open      | Herrendoppel | 1     | Tan Yee Khan / Ng Boon Bee     |
| 1968 | All England        | Herrendoppel | 2     | Tan Yee Khan / Ng Boon Bee     |
| 1968 | Malaysia Open      | Herrendoppel | 1     | Tan Yee Khan / Ng Boon Bee     |
| 1968 | German Open        | Herrendoppel | 1     | Tan Yee Khan / Ng Boon Bee     |
| 1967 | Thomas Cup         | Team         | 1     | Malaysia                       |

## Referenzen
- Herbert Scheele: International Badminton Federation Handbook for 1969, J. A. Jennings, Canterbury 1969, S. 202
- Pat Davis: The Guinness Book of Badminton, Guinness Superlatives, Enfield 1983, S. 107

| Personendaten    | Personendaten                 |
| ---------------- | ----------------------------- |
| NAME             | Tan, Yee Khan                 |
| KURZBESCHREIBUNG | malaysischer Badmintonspieler |
| GEBURTSDATUM     | 24. September 1940            |
| GEBURTSORT       | Perak                         |